# 明尼特里斯塔 (明尼蘇達州)
明尼特里斯塔（英語：Minnetrista）是一個位於美國明尼蘇達州亨內平縣的城市。

## 人口
根據2020年美國人口普查的數據，明尼特里斯塔的面積為80.41平方千米，當中陸地面積為67.62平方千米，而水域面積為12.79平方千米。當地共有人口8262人，而人口密度為每平方千米103人。